# Meredith Gwynne Evans
Meredith Gwynne Evans (*  2. Dezember 1904 in Atherton, heute Grafschaft Greater Manchester; † 25. Dezember 1952 in Manchester) war ein britischer Chemiker, der wichtige Beiträge zur Eyring-Theorie (Theorie des Übergangszustands, Transition State Theory)  leistete.

## Leben
Evans war der Sohn eines Grundschulrektors, besuchte mit einem Stipendium die Leigh Grammar School und studierte ab 1923 Chemie an der University of Manchester mit dem Bachelor-Abschluss mit Bestnoten 1926. Danach war er dort ab 1929 Assistant Lecturer. In Manchester gab es eine Gruppe in Physikalischer Chemie (F. P. Burt, D. H. Bangham, J. B. M. Herbert) und sein Interesse für theoretische Chemie wurde außerdem von Arthur Lapworth angeregt. Damals war die Anwendung der neuen Quantenmechanik in der theoretischen Chemie ein aktuelles Forschungsgebiet, und Evans hatte auch Kontakte zu den Physikern der Universität um Lawrence Bragg und Douglas Hartree. Ab 1932 war er  Sir Clement Royde Scholar, was ihm Freiheiten in der Wahl der Forschungsrichtung verschaffte. 1934 war er als Rockefeller-Stipendiat an der Princeton University, wo er im Labor von Hugh Stott Taylor forschte. Damals war gerade Deuterium entdeckt worden und Evans war an Experimenten beteiligt zum unterschiedlichen chemischen Verhalten der beiden Wasserstoffisotope. 1935 wurde er Lecturer in Manchester.  In Manchester arbeitete er mit Michael Polanyi zusammen, einem weiteren Pionier der Eyring-Theorie, der auch sein Freund wurde. Er hatte in Manchester gerade den Lehrstuhl für Physikalische Chemie angetreten und sich einen Namen für die Anwendung der Quantenmechanik auf chemische Reaktionen gemacht. Die grundlegende Arbeit zur Eyring-Theorie mit der Eyring-Gleichung veröffentlichten unabhängig 1935 Eyring in Princeton und Polanyi und Evans in Manchester. Polanyi und Evans untersuchten die Kinetik einer Vielzahl von Reaktionen, wobei sie auch die Kräfte zwischen den Atomen und Molekülen einbezogen, was Evans später auch auf die Untersuchung der Struktur von Flüssigkeiten und Lösungen ausdehnte. 1939 wurde er Professor für Physikalische Chemie an der University of Leeds. Im Zweiten Weltkrieg arbeitete er an verschiedenen Fragen der Physikalischen Chemie in militärischem Zusammenhang. Er war in einer von R. W. Whytlaw-Gray gegründeten Gruppe, die für das Chemical Defense Experimental Establishment des Ministry of Supply arbeitete. Ab 1949 war er wieder Professor an der Universität Manchester.
1947 wurde er Fellow der Royal Society.
Auch zwei seiner Brüder wurden Professoren, einer Chemieprofessor in Cardiff, der andere Reader in Bakteriologie an der Universität Manchester.